# Cosmosoma oroyana
Cosmosoma oroyana là một loài bướm đêm thuộc phân họ Arctiinae, họ Erebidae.